# 부산아시아드주경기장
부산아시아드주경기장(釜山아시아드主競技場, Busan Asiad Main Stadium)은 대한민국 부산광역시에 있는 스포츠 시설이다. 부산종합운동장의 주경기장으로 활용되고 있으며, 천연잔디 필드와 우레탄 트랙이 갖춰져 있는 다목적 경기장이다. 2001년 9월 16일에 개장했고, 2002년 아시안 게임 주경기장으로 활용하기 위해 건설되었다. 2002년 아시안 게임과 2002년 FIFA 월드컵이 열렸다. 대한민국 축구 국가대표팀의 월드컵 통산 첫 승을 올린 경기장이며, 아시안 게임 준비를 위해 조별리그 3경기만 치른 후 월드컵을 마감했다. 좌석 규모는 53,769석으로 최대 8만 명의 관중을 수용할 수 있으며 지붕은 돔 형태의 반 개방형 구조로써 원을 형상화한 것이다.
주경기장 인근에는 면적 1,407m2의 보조경기장이 있으며, 사직야구장 등 각종 체육시설이 밀집해 있다. 관리는 부산광역시 체육시설 관리사업소에서 맡고 있다. 부산 도시철도 3호선 종합운동장역과 연결된다.
2015년까지 K리그1의 부산 아이파크가 홈 구장으로 썼다. 구단 측은 축구전용구장과 같은 시야를 확보하기 위해 2008년 K리그부터 동쪽과 북쪽 스탠드 방향 육상 트랙 위에 가변좌석을 설치하여 활용하고 있다.
또한 2015년 5월 30일에는 《슈퍼콘서트 토요일을 즐겨라》 공연이 진행되었고, 2014년부터 '아시아송 페스티벌' 및 '부산아시아원페스티벌' 등 지역별 특색 축제가 이곳에서 개최되고 있다. 또한 2019년 EAFF E-1 풋볼 챔피언십도 이 경기장에서 열렸다.
2022년부터 K리그2의 부산 아이파크가 홈구장으로 사용한다.

## 기록

### 2002년 FIFA 월드컵
| 날짜           | 팀 1     | 스코어 | 팀 2              | 라운드    |
| -------------- | -------- | ------ | ----------------- | --------- |
| 2002년 6월 2일 | 파라과이 | 2 - 2  | 남아프리카 공화국 | B조 1차전 |
| 2002년 6월 4일 | 대한민국 | 2 - 0  | 폴란드            | D조 1차전 |
| 2002년 6월 6일 | 프랑스   | 0 - 0  | 우루과이          | A조 2차전 |

### 2002년 아시안 게임 축구
| 날짜             | 팀 1 | 스코어 | 팀 2 | 라운드 |
| ---------------- | ---- | ------ | ---- | ------ |
| 2002년 10월 13일 | 일본 | 1 - 2  | 이란 | 결승전 |

### 2003년 피스컵
| 날짜            | 팀 1          | 스코어 | 팀 2             | 라운드 |
| --------------- | ------------- | ------ | ---------------- | ------ |
| 2003년 7월 16일 | TSV 1860 뮌헨 | 2 - 4  | PSV 에인트호번   | B조    |
| 2003년 7월 19일 | 베식타시 JK   | 2 - 2  | 카이저 치프스 FC | A조    |

### 2005년 피스컵
| 날짜            | 팀 1            | 스코어 | 팀 2          | 라운드 |
| --------------- | --------------- | ------ | ------------- | ------ |
| 2005년 7월 15일 | 온세 칼다스     | 1 - 1  | 올랭피크 리옹 | A조    |
| 2005년 7월 18일 | 레알 소시에다드 | 0 - 0  | 보카 주니어스 | B조    |

### 2007년 피스컵
| 날짜            | 팀 1             | 스코어 | 팀 2          | 라운드 |
| --------------- | ---------------- | ------ | ------------- | ------ |
| 2007년 7월 13일 | 시미즈 S-펄스    | 0 - 2  | 올랭피크 리옹 | B조    |
| 2007년 7월 16일 | CA 리버 플레이트 | 1 - 0  | 시미즈 S-펄스 | B조    |

### 2019년 EAFF E-1 풋볼 챔피언십 남자 결승대회
| 날짜             | 팀 1     | 스코어 | 팀 2           | 라운드 |
| ---------------- | -------- | ------ | -------------- | ------ |
| 2019년 12월 11일 | 대한민국 | 2 - 0  | 홍콩           |        |
| 2019년 12월 15일 | 대한민국 | 1 - 0  | 중화인민공화국 |        |
| 2019년 12월 18일 | 홍콩     | 0 - 2  | 중화인민공화국 |        |
| 2019년 12월 18일 | 대한민국 | 1 - 0  | 일본           |        |

### 2019년 EAFF E-1 풋볼 챔피언십 여자 결승대회
| 날짜             | 팀 1          | 스코어 | 팀 2          | 라운드 |
| ---------------- | ------------- | ------ | ------------- | ------ |
| 2019년 12월 10일 | 중화 타이베이 | 0 - 9  | 일본          | 1차전  |
| 2019년 12월 14일 | 대한민국      | 3 - 0  | 중화 타이베이 | 2차전  |

## 참고 문헌
- “부산아시아드주경기장”. 부산광역시체육시설관리사업소.
- 〈부산아시아드주경기장〉. 《한국향토문화전자대전》. 한국학중앙연구원.[깨진 링크(과거 내용 찾기)]
- 〈부산아시아드주경기장〉. 《두피디아》. 두산.
- 《전국 공공체육 시설 현황 (2017년말 기준)》. 대한민국 문화체육관광부. 2019.
- 《2019년 전국 공공체육시설 현황 (2018년말 기준)》. 대한민국 문화체육관광부. 2020.
- 《2020년 전국 공공체육시설 현황 (2019년말 기준)》. 대한민국 문화체육관광부. 2021.
- 《2022년 전국 공공체육시설 현황 (2021년말 기준)》. 대한민국 문화체육관광부. 2023.
- 《2023 전국 공공체육시설 현황 (2022년 12월말 기준)》. 대한민국 문화체육관광부. 2024.

## 같이 보기
- 부산종합운동장
- 부산종합운동장 보조경기장